# 3LOOP
3LOOP – serwis społecznościowy i netlabel, założony w 2009 roku przez QLHEAD'a. Serwis społecznościowy pozwala udostępniać swoją muzykę, zdjęcia i wideo, a także dzielić się wiadomościami. Netlabel produkuje i publikuje tylko autorską muzykę na licencji Creative Commons. Netlabel wydaje również swoje kompilacje z muzyką elektroniczną (seria 3LOOP Elite) oraz organizuje koncerty. Artyści wydający we 3LOOP to zarówno doświadczeni producenci grający na festiwalach, jak i początkujący muzycy. Pod szyldem 3LOOP wystąpili na festiwalach m.in. madeinpoznan.org (w tym edycja w Warszawie), Audioriver, Nowe Nurty, Poznań Poetów, Festiwal Wiosny, ROBOFEST oraz aktywnie działają na scenie klubowej. W 2012 roku miała również miejsce I edycja 3LOOP Festival w Pasażu Kultury na Starym Rynku w Poznaniu.